# Сеньория де Вильяфранка

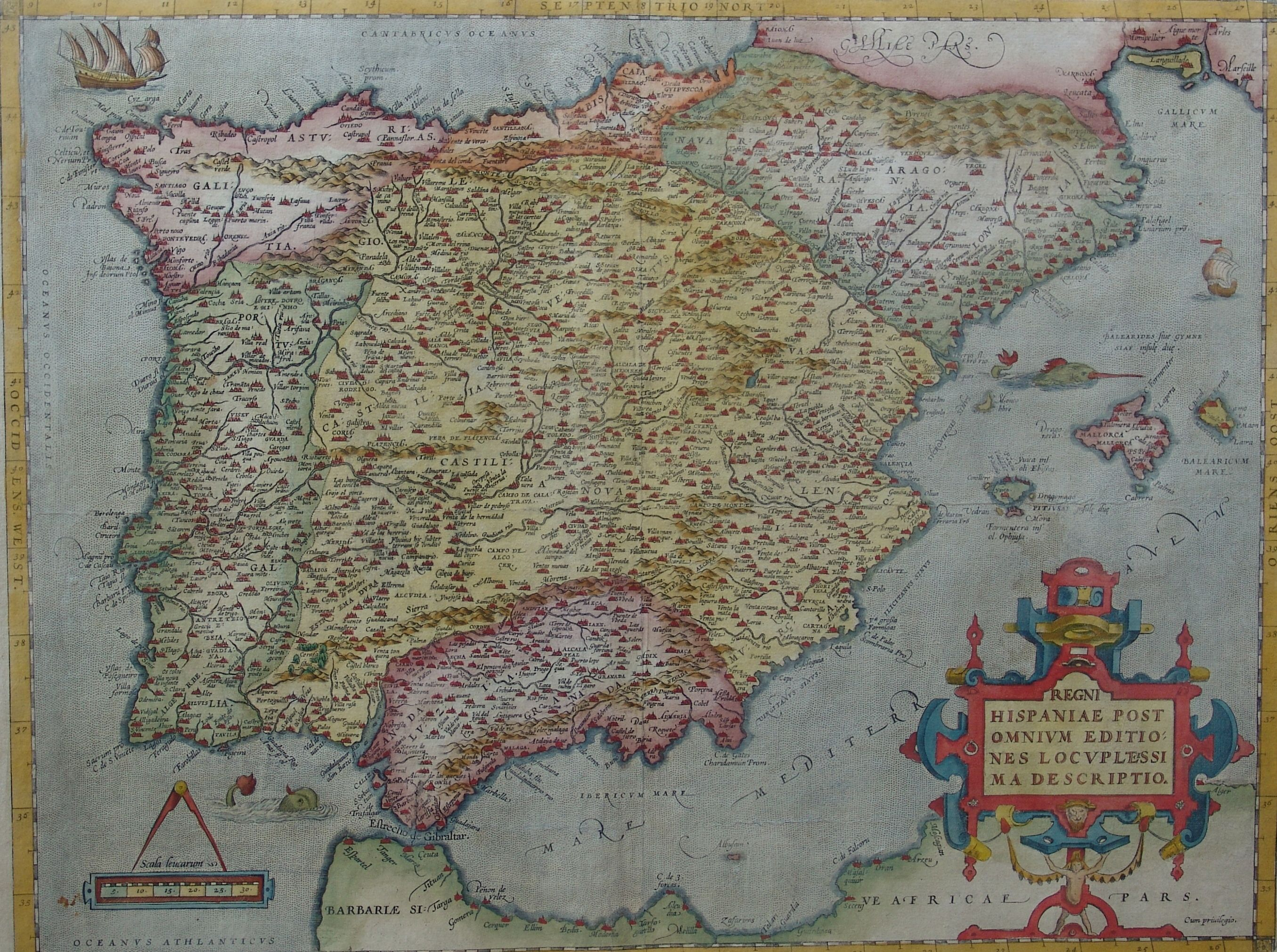
Карта Испании 1570 года. Авраам Ортелий.

Сеньория де Вильяфранка — феодальное поместье Вильяфранка, расположенное в провинции Авила (Кастилия и Леон, Испания). Существовало с начала XII века. В настоящее время на территории этой сеньории находятся муниципалитеты Вильяфранка-де-ла-Сьерра, Навасепедилья-де-Корнеха и часть Касас-дель-Пуэрто-де-Вильяторо в долине Карнеха.
Согласно Crónica de la Población de Ávila, первым сеньором Вильяфранки был Бласко Муньос, сын знаменитого рыцаря-бургалеса Мартина Муньоса из Лас-Посадас и племянник доньи Менги Муньос, сестры предыдущего. В хронике рассказывается, что Мартин Муньос был потомком Нуньо Расуры, графа и судьи Кастилии.
Мартин Муньос и Альвар Фаньес сопровождали Родриго Диаса де Вивара (Сида Кампеадора) во время его изгнания, до завоевания Валенсии. Они оба упоминаются в «Cantar del mío Cid».
Король Леона и Кастилии Альфонсо VI и Сид примирились в Толедо после взятия этого города в 1085 году. Король признал несправедливость, совершенную с Родриго Диасом, и хотел возместить убытки Сиду и его командирам. Раймунд Бургундский, зять Альфонсо VI, которому было поручено восстановить завоеванную территорию, передал обширный район Мартину Муньосу. Мартин Муньос прибыл туда и дал ему своё имя (нынешняя Мартин-Муньос-де-лас-Посадас).
Впоследствии Мартин Муньос женился на Химене Безудо (сестре военачальника Педро Родригеса, который в качестве приданого передал ей обширные владения) и наделил своих детей землями. Так появились города Бласко-Муньос (ныне не существует), Гутьерре-Муньос и Армунья (имя его дочери) и др.

## Список сеньоров де Вильяфранка
1. Бласко Муньос (ок. 1100)
2. Эстебан Доминго (ок. 1120)
3. Бласко Муньос (? — ?)
4. Эстебан Доминго Давила (? — 1234)
5. Хуан Эстебан (? — ?)
6. Эстебан Доминго (? — 1275)

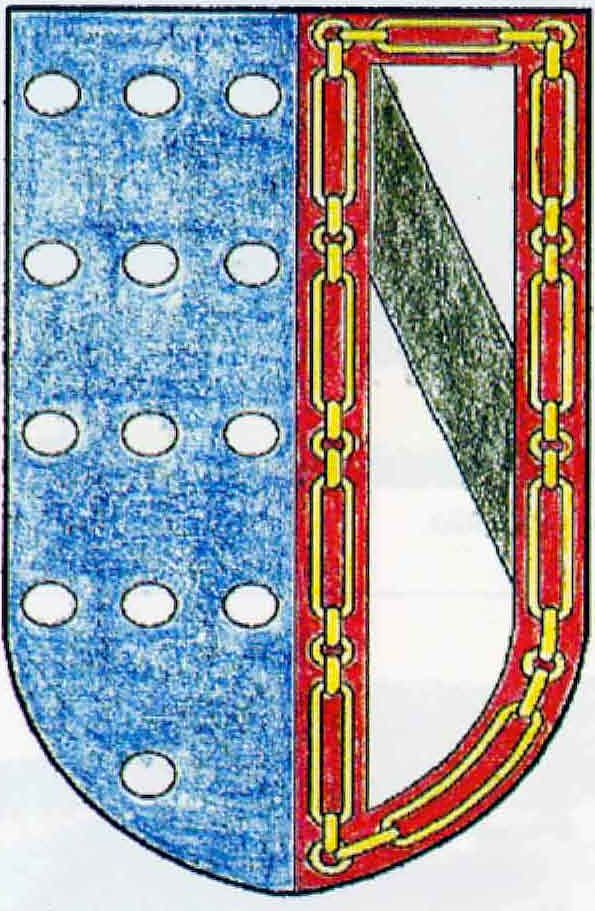
Герб дона Педро Давилы и Суньиги.

7. Бласко Муньос (? — 1285), сын предыдущего
8. Ибаньес Эстебан (? — 1296), сын предыдущего
9. Эстебан Доминго Давила (? — 1302), сын предыдущего
10. Эстебан Перес Давила (? — ?), сын предыдущего
11. Гонсало Гонсалес Давила (? — 1304), сын предыдущего
12. Эстебан Доминго «эль-Вьехо» (? — 1395), 1-й сеньор де лас Навас, сын предыдущего
13. Педро Гонсалес Давила (? — 1402), 2-й сеньор де лас Навас, сын Эстебана Доминго Давилы, 1-го сеньора де лас Навас, и Химены Бласкес
14. Диего Гонсалес Давила (? — 1436), 3-й сеньор де лас Навас, сын Педро Гонсалеса Давилы, 2-го сеньора де лас Навас, и Майор де Мендосы.
15. Педро Давила (? — 1473), 4-й сеньор де лас Навас, сын Диего Гонсалеса Давила, 3-го сеньора де лас Навас (? — 1436), и Санчи Осорио.
16. Педро Давила и Бракамонте (? — 1504), 1-й граф дель-Риско, сын Педро Давила, 4-го сеньора де лас Навас (? — 1473), и Марии де Бракамонте Давилы.
17. Эстебан Давила и Толедо (ок. 1450—1504), 2-й граф дель-Риско, сын Педро Давила и Бракамонте, 1-го графа дель Риско (? — 1504), и Эльвиры де Толедо.
18. Педро Давила и Суньига[исп.] (1492—1567), 1-й маркиз де Лас-Навас, сын Эстебана Давила и Толедо, 2-го графа дель Риско (? — 1504), и Эльвиры де Суньиги.
19. Педро Давила и Кордова (? — 1579), 2-й маркиз де Лас-Навас, сын Педро Давилы и Суньиги, 1-го маркиза де лас Навас (1492—1567) и Марии Энрикес де Кордова (1497—1560)
20. Педро Эстебан Давила и Энрикес (1560—1623), 3-й маркиз де Лас-Навас, старший сын Педро Давила и Кордова, 2-го маркиза де лас Навас (? — 1579), и Херонимы Энрикес де Гусман.
21. Херонима Давила и Манрике (1590—1645), дочь Педро Эстебана Давилы, 3-го маркиза де лас Навас, и Хуаны Манрике
22. Антония Давила и Корелья (1619—1648), старшая дочь Херонимо Руиса де корельи, 9-го графа де Косентайна (? — 1623), и Херонимы Давила и Манрике, 6-й маркизы де лас Навас (? — 1645)
23. Франсиско де Бенавидес и Давила[исп.] (1640—1716), второй сын Диего де Бенавидеса и Базана, 8-го графа де Сантистебан-дель-Пуэрто (1607—1666), и Антонии де Корелья и Давилы, 10-й графини де Косентайна и 7-й маркизы де лас Навас.
24. Мануэль де Бенавидес и Арагон (1683—1748), 1-й герцог де Сантистебан-дель-Пуэрто, сын предыдущего и Франсиски Хосефы де Арагон Фернандес де Кордова и Сандоваль (1647—1697).
25. Антонио де Бенавидес и де ла Куэва (1726—1782), 2-й герцог де Сантистебан-дель-Пуэрто, единственный сын предыдущего и Анны Каталины де ла Куэва и Ариас де Сааведра, 9-й графини дель Кастельяр (1684—1752).
26. Хоакина Мария де Бенавидес и Пачеко (1746—1805), 3-я герцогиня де Сантистебан-дель-Пуэрто, старшая дочь предыдущего и Марии де ла Портерии Пачеко Тельес-Хирон (1731—1754)
27. Хоакин Мария Фернандес де Кордова и Бенавидес (1780—1840), 14-й герцог де Мединасели, старший сын предыдущей и Луиса Марии Фернандеса де Кордовы и Гонзаги (1749—1806), 13-го герцога де Мединасели.
28. Луис Фернандес де Кордова и Понсе де Леон (1813—1873), 15-й герцог де Мединасели, старший сын предыдущего и Марии де ла Консепсьон Понсе де Леон и Карвахаль (1783—1856).
29. Луис Фернандес де Кордова и Перес Баррадас (1851—1879), 16-й герцог де Мединасели, старший сын предыдущего и Анхелы Аполонии Перес де Барраадс и Бернуй (1827—1903), 1-й герцогини де Дения и Тарифа
30. Луис Фернандес де Кордова и Салаберт (1879—1956), 17-й герцог де Мединасели, единственный сын предыдущего от второго брака с Касильдой Ремигией де Салаберт и Артеага, 9-й маркизой де ла Торресилья (1858—1936).
31. Виктория Эухения Фернандес де Кордова и Фернандес де Энестроса (1917—2013), 18-я герцогиня де Мединасели, старшая дочь Луиса Хесуса Фернандеса де Кордобы и Салаберта (1879—1956), 17-го герцога де Мединасели (1880—1956), от первого брака с Аной Марией Фернандес де Хенестроса и Гайосо де лос Кобос (1879—1939)
32. Марко де Гогенлоэ-Лангенбург и Медина (1962—2016), 19-й герцог де Мединасели, старший сын принца Макса фон Гогенлоэ-Лангенбурга (1931—1994), и Анны Луизы де Медина и Фернандес де Кордовы, 13-й маркизы де Наваэрмоса и 9-й графини де Офалия (1940—2012), единственной дочери Виктории Евгении Фернандес де Кордовы, 18-й герцогини де Мединасели (1917—2013).